# Alejandro Gruzinsky
El príncipe Alejandro Gruzinsky, conocido también como Alejandro de Georgia o Alejandro de Kartli; y como Alejandro, hijo de Bakar (en georgiano: ალექსანდრე ბაქარის ძე) cuyo nombre completo rusificado era Aleksandr Bakarovich Gruzinsky (en ruso: Александр Бакарович Грузинский) (1726 -1791), fue un batonishvili de la Georgia bajo el Imperio ruso de la rama Mujrani de la casa Bagrationi.

## Biografía
Alejandro Gruzinsky era hijo de Bakar, príncipe heredero de Georgia, y su esposa, Ana Eristavi. Su padre había seguido a su padre, Vajtang VI, rey de Kartli, al exilio en Rusia, en 1724. Alejandro nació y se crio en Rusia. En Rusia llevó el apellido de Gruzinsky, fundando una nueva rama de la dinastía Bagrationi.
Tras finalizar sus estudios en la Universidad de Moscú, se embarcó en la carrera militar al enrolarse en el ejército imperial ruso, donde alcanzó el grado de capitán.

## Matrimonio
Se casó con la princesa Daría Alejandrovna Menshikova (1747-1817), nieta de Aleksandr Danílovich Ménshikov. Tuvieron cinco hijos:
- Iván;
- Jorge (1762-1852);
- Alejandro (1763-1823);
- Ana (1763-1842), casada inicialmente con Alejandro Aleksandrovich Litsyn y más tarde con Borís Andréievich Golitsyn, con quien tuvo ocho hijos;
- Daría (?-1796), se casó con Piotr Serguéievich Trubeckoy, tuvieron cuatro hijos.

## Pretendiente al trono de Georgia
Después de la muerte de su padre, Alejandro reafirmó el derecho de su familia al trono perdido de Kartli, en ese momento en manos de sus primos de la cercana Kajeti. Como se había puesto del lado del zar Pedro III de Rusia, perdió el favor de la nueva emperatriz Catalina II de Rusia .
En 1766, el gobierno ruso liberó a Alejandro de su juramento de lealtad a Rusia, lo despojó de su rango militar y organizó su viaje de regreso al Cáucaso. Esto fue un año y medio después de que el tío de Alejandro, el príncipe Paata, fuera ejecutado por planear un golpe contra el gobierno de kajetiano de Kartli (Heraclio II).
Alexander primero fue a Shiraz para obtener el apoyo de Karim Jan para su causa, pero Karim Jan se negó a ayudarlo. Encontró refugio en la corte de Salomón I, rey de Imerecia, en el oeste de Georgia, en 1779. Como las relaciones entre Salomón y el rey Heraclio II de Kartli y Kajetia no siempre habían sido fáciles, Alejandro fue bien recibido. Desde allí, entró en Iberia (o Kartli) e intentó un golpe de Estado en Tiflis. La revuelta fue reprimida rápidamente y Alejandro, acompañado por el príncipe Alejandro Amilajvari, huyó a las montañas de Daguestán.

## Muerte
Ansioso por acabar con él, Heraclio II solicitó su arresto al gobierno ruso. En 1783 Georgia aceptó el protectorado ruso, por lo que la autoridad rusa se impuso con más fuerza y estas quisieron ganar el beneplácito de la clase gobernante local. Para Alejandro Gruzinsky suspuso su deportación a Smolensk y su aislamiento hasta su muerte en 1791. Así, el último rival de Heraclio II por el trono quedó fuera de la ecuación.